# 宜蘭縣五結鄉學進國民小學
宜蘭縣五結鄉學進國民小學，简称學進國小，位於宜蘭縣五結鄉中正路三段151號。

## 校史沿革
於民國七年二月二十一日創立五結公學校二結分校。 
民國三十年四月一日更名為「二結國民學校」。 
民國三十九年十月十日改稱為 「宜蘭縣五結鄉學進國民學校」。 
民國七十一年四月興建禮堂（聚英堂）工程完工落成。
民國七十八年四月新建圖書室三間落成。
民國九十二年十二月十八日校舍命名「為學樓」、「日進樓」、「書韻樓」。

## 校歌歌詞
玉山蒼蒼，濁水洋洋，靈鐘秀毓啟我門牆，
螢窗雪案，風雨同堂，開來繼往不計星霜，
以學為鵠，以黨為綱，
四維教化，八德闡揚，
一心一志自立自強，
力學精進，邦家之光。

## 外部連結
- 學進國小